# Myagmaryn Delgerkhüü
Myagmaryn Delgerkhüü (mongoliska: Мягмарын Дэлгэрхүү), född 21 september 1996, är en mongolisk simmare.
Vid olympiska sommarspelen 2020 i Tokyo slutade Delgerkhüü på 48:e plats på 50 meter frisim och blev utslagen i försöksheatet.